# Castello Aragonese (Ischia)
Il Castello Aragonese è una fortificazione che sorge su un'isola tidale di roccia trachitica posto sul versante orientale dell'isola d'Ischia, collegato per mezzo di un ponte in muratura lungo 220 m all'antico Borgo di Celsa, conosciuto come Ischia Ponte. L'isolotto su cui è stato edificato il castello deriva da un'eruzione sinattica avvenuta oltre 300 000 anni fa. Raggiunge un'altezza di 113 metri sul livello del mare e ricopre una superficie di circa 56000 m². Geologicamente è una bolla di magma che si è andata consolidando nel corso di fenomeni eruttivi e viene definita "cupola di ristagno".
Al castello si accede attraverso un traforo, scavato nella roccia e voluto verso la metà del Quattrocento da Alfonso V d'Aragona. Prima di allora l'accesso era possibile solo via mare attraverso una scala situata sul lato nord dell'isolotto. Il traforo è lungo 400 metri e il percorso è illuminato da alti lucernari che al tempo fungevano anche da "piombatoi" attraverso i quali si lasciava cadere olio bollente, pietre e altri materiali sugli eventuali nemici. Il tratto successivo è una mulattiera che si snoda in salita all'aperto e conduce fino alla sommità dell'isola. Da questa strada si diramano sentieri minori che portano ai vari edifici e giardini. Dagli anni settanta del Novecento è anche in funzione un ascensore, il cui percorso è ricavato nella roccia e che raggiunge i 60 metri sul livello del mare.

## Storia

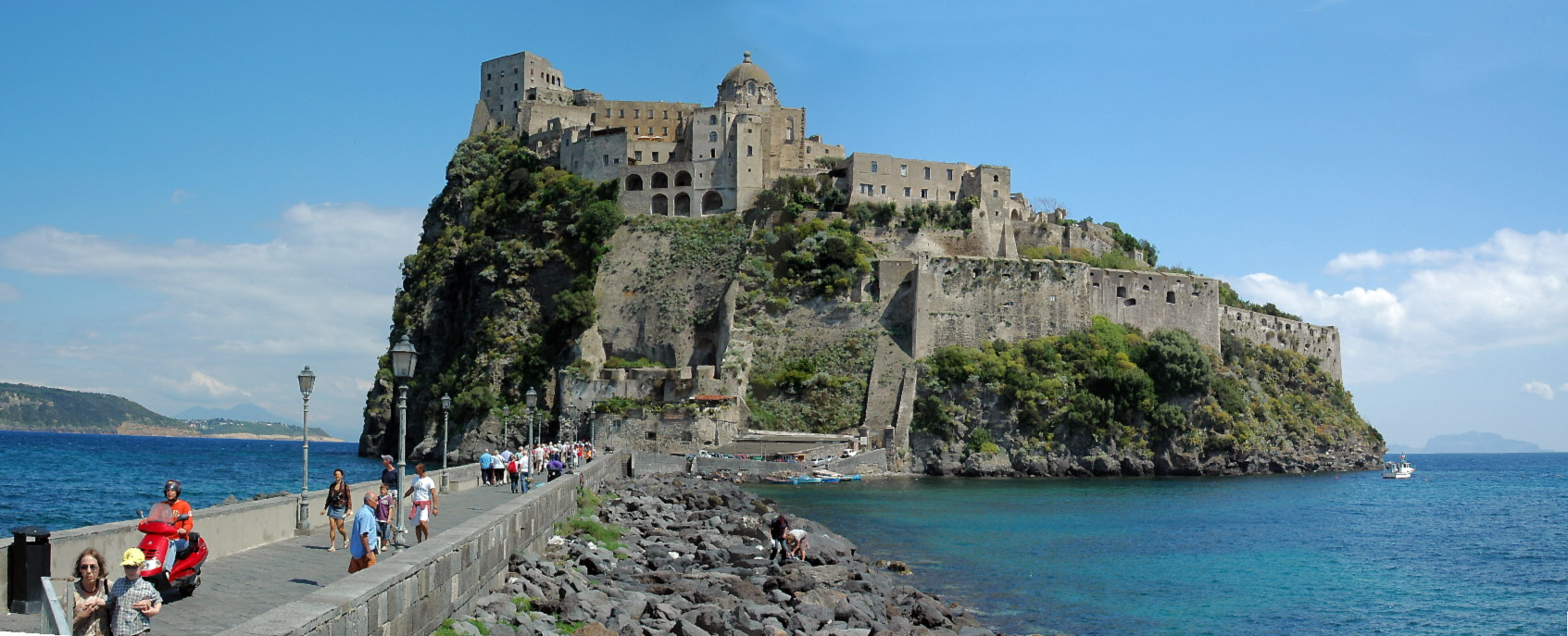
Castello Aragonese

### Le origini
La costruzione del primo castello risale al 474 a.C. sotto il nome di Castrum Gironis, ovvero "castello di Girone", in onore del suo fondatore. In quell'anno, infatti, il greco Gerone I detto il tiranno di Siracusa prestò aiuto con la propria flotta ai Cumani nella guerra contro i Tirreni, contribuendo alla loro sconfitta al largo delle acque di Lacco Ameno. Debitori di tale intervento, i Cumani decisero allora di ricompensare l'alleato cedendogli l'intera isola.
La fortezza venne poi occupata dai Partenopei, ma nel 315 a.C. i Romani riuscirono a strappar loro il controllo dell'isola e vi fondarono la colonia di Aenaria. Il Castello venne utilizzato come fortino difensivo e vi furono edificate anche alcune abitazioni e alte torri per sorvegliare il movimento delle navi nemiche.
Nei secoli successivi la fortezza di Gerone fu radicalmente trasformata, in modo da fungere da rifugio sicuro per la popolazione contro i saccheggi di Visigoti, Vandali, Ostrogoti, Arabi, Normanni (1134-1194), Svevi (1194-1265) e Angioini (1265-1282).
L'eruzione dell'Arso del 1301 fornì un notevole incentivo allo sviluppo dell'insediamento urbano: distrutta la città di Geronda, che sorgeva nella zona in cui nel ventunesimo secolo vegeta la pineta, gli ischitani si rifugiarono nel castello che garantiva maggiore tranquillità e sicurezza, dando vita a un vero e proprio rifugio in cui vivere.

### La struttura moderna

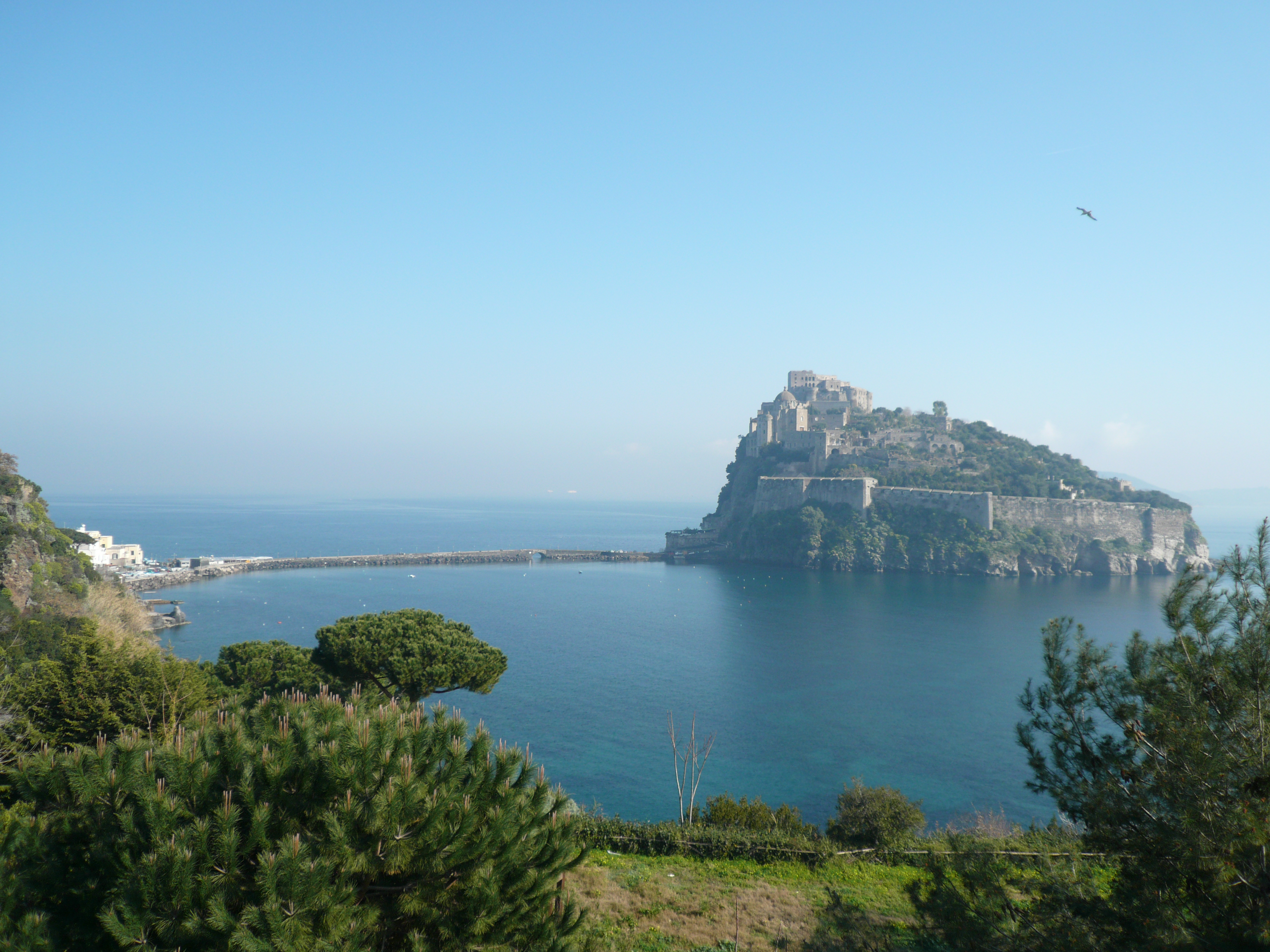
Lato sud del castello

Si deve agli Aragonesi la moderna fisionomia del castello: un solido a forma quadrangolare, con mura fornite di quattro torri. Partendo dal vecchio maschio di età angioina, nel 1441 Alfonso V d'Aragona diede vita a una struttura che ricalcava quella del Maschio Angioino di Napoli.
Il sovrano fece costruire un ponte di legno che congiungeva l'isolotto all'isola maggiore (che sarebbe stato successivamente sostituito da uno in pietra), mentre fino alla metà del XV secolo l'unico strumento di accesso al castello era costituito da una scala esterna di cui si può ancora intravedere qualche rudere dal mare, dal lato che dà sull'isola di Vivara. Furono inoltre realizzate poderose mura e fortificazioni (come i cosiddetti piombatoi, ossia fessure da cui venivano lanciati acqua bollente, piombo fuso, pietre e proiettili sull'eventuale invasore) dentro le quali quasi tutto il popolo d'Ischia trovava rifugio e protezione durante le incursioni dei pirati.
All'interno dell'edificio erano posti gli alloggi reali e quelli riservati ai cortigiani, alla truppa e ai servi. Ai piedi del castello fu invece posta una casamatta, adibita a quartiere della guarnigione addetta alle manovre del ponte levatoio.
Il periodo di massimo splendore della struttura si ebbe alla fine del XVI secolo: al tempo il castello ospitava 1 892 famiglie, il monastero delle clarisse, l'abbazia dei monaci basiliani di Grecia, il vescovo con il capitolo e il seminario, il principe con la guarnigione. Vi erano tredici chiese tra cui la cattedrale, dove il 27 dicembre 1509 furono celebrate le nozze tra Fernando Francesco d'Avalos, marchese di Pescara e condottiero delle truppe imperiali di Carlo V, e la poetessa Vittoria Colonna.
Il soggiorno di Vittoria Colonna nel castello, dal 1501 al 1536, coincise con un momento culturalmente assai felice per l'intera isola: la poetessa fu infatti circondata dai migliori artisti e letterati del secolo, tra cui Michelangelo Buonarroti, Ludovico Ariosto, Jacopo Sannazaro, Giovanni Pontano, Bernardo Tasso, Annibale Caro, l'Aretino e molti altri.

### Dal Settecento all'unità d'Italia

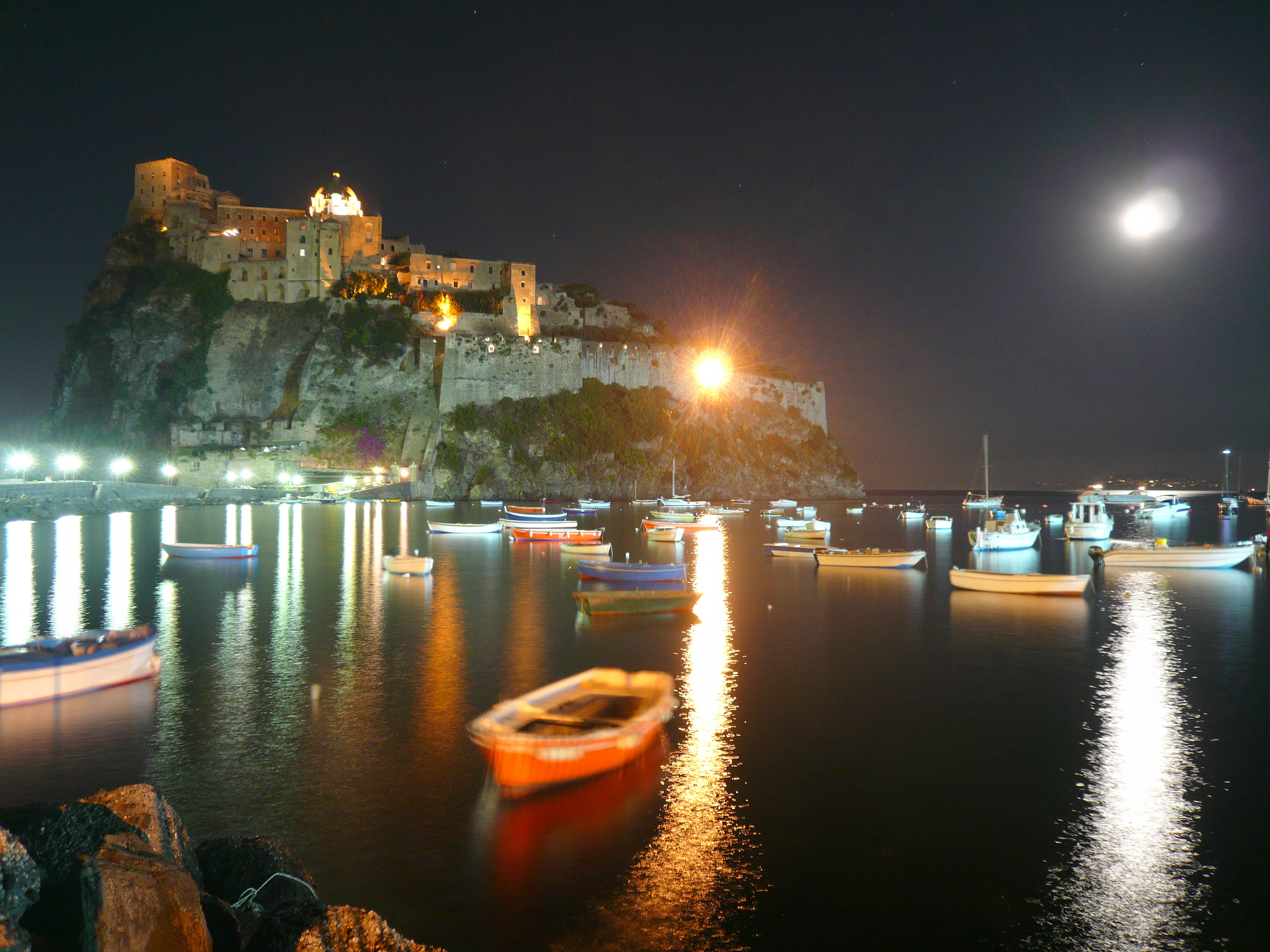
Il Castello Aragonese di notte

Nella seconda metà del Settecento, cessato il pericolo dei pirati, la gente cominciò ad abbandonare il castello, in cerca di una più comoda dimora nei vari comuni dell'isola per poter curare meglio le attività economiche principali: la coltivazione della terra e la pesca.
Nel 1809 le truppe inglesi assediarono l'isolotto, sotto il comando francese, e lo cannoneggiarono fino a distruggerlo quasi completamente.
Nel 1823 Ferdinando I, re delle Due Sicilie ed esponente della dinastia borbonica, allontanò gli ultimi trenta abitanti, riconvertì la fortezza a luogo di pena per gli ergastolani e trasformò le stanze in alloggi per le guardie carcerarie. Il castello divenne, a partire dal 1851, prigione per i cospiratori contro il Regno delle Due Sicilie, tra i quali Carlo Poerio, Luigi Settembrini, Michele Pironti e Pasquale Battistessa.
Nel 1860, con l'invasione di Giuseppe Garibaldi, Ischia fu annessa al Regno d'Italia e il carcere politico fu soppresso.
L'8 giugno 1912 l'amministrazione del demanio, con trattativa privata, pose il Castello Aragonese in vendita all'asta. Da allora l'isola è gestita da privati, che ne curano i restauri e la gestione. Il castello è aperto al pubblico ed è una meta turistica.

### Il Castello nella cultura di massa
In questo castello, nel 1952, sono state girate alcune scene del film statunitense Il corsaro dell'isola verde con Burt Lancaster.
Nel 1980, le Poste Italiane dedicarono al Castello un francobollo da 100 lire, facente parte della raccolta nota come "Castelli d’Italia".
Nel 2019, alcune scene ambientate a Napoli del film Men in Black: International sono state girate negli esterni del castello.

## Descrizione

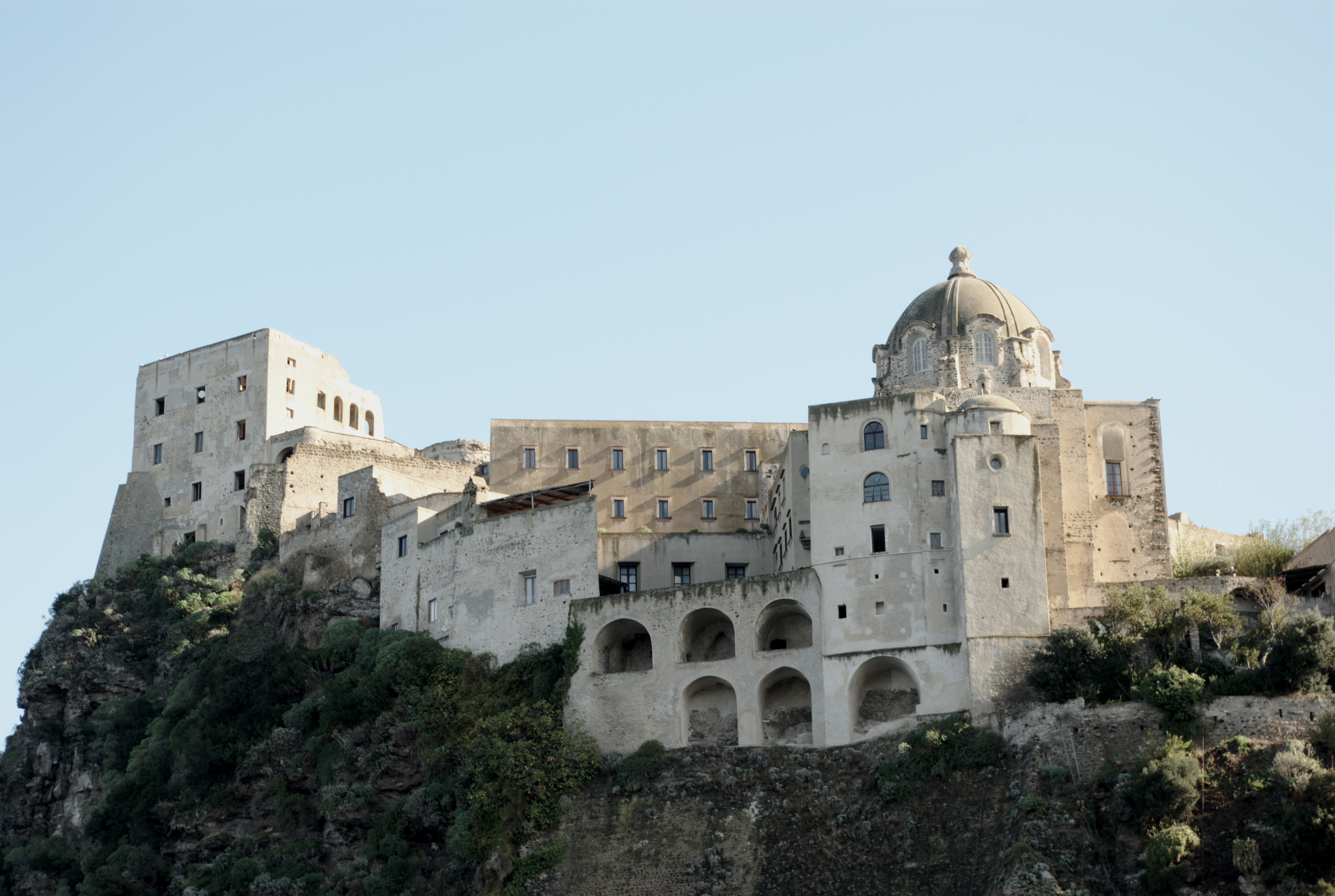
Particolare del Castello

Gli edifici ricoprono una parte minima della superficie dell'isolotto, che è per lo più occupato da ruderi, da orti, vigneti e scogliere scoscese. Le fitte costruzioni ritratte nelle stampe settecentesche sono state in buona parte distrutte dagli eventi bellici che hanno interessato l'isola sotto la dominazione francese nei primi dell'Ottocento e, in seguito, dall'incuria e dall'abbandono fino all'acquisto dell'isola da parte di una famiglia ischitana.
Alcuni eredi di questa famiglia hanno lentamente intrapreso una campagna di restauri che, a partire dalle poche stanze elette a propria dimora, hanno gradualmente interessato la parte monumentale del complesso architettonico, anche se molte strutture sono ancora in rovina.

### Cappella votiva del Traforo
Scavata a forza di scalpello nella viva roccia nell'anno 1441 a completamento del traforo lungo 457 metri voluto da Alfonso V d'Aragona per arrivare protetto alla cittadella fortificata, contiene al suo interno un piccolo altare. Originariamente dedicata a san Leonardo abate, per volontà del vescovo Pastineo, dal XIX secolo ospita un dipinto che riproduce il volto di san Giovan Giuseppe della Croce, perché inizialmente si riteneva che qui fosse avvenuta la guarigione miracolosa dalla peste ottenuta dal santo bambino deposto malato dai genitori ai piedi dell'altare. Secondo altre fonti, invece, il bambino fu deposto nella cappella della Madonna della Libera  di proprietà dei Calosirto presente sulla cittadella, la cui pala è custodita nell'attuale cattedrale.

### Chiesa dell'Immacolata
La sua cupola domina l'intero castello e offre una magnifica vista del borgo di Ischia Ponte, anticamente chiamato borgo di Celsa per la presenza di una piantagione di gelsi nei terreni dei frati agostiniani. Essi avevano importato sull'isola l'allevamento intensivo del baco da seta (il cui nutrimento, il gelso, è appunto chiamato morus celsa). L'attività s'interruppe di colpo nel 1809, quando Gioacchino Murat emanò un decreto di soppressione degli ordini religiosi per impossessarsi delle enormi ricchezze che i religiosi avevano accumulato nei secoli nel Regno di Napoli. La chiesa fu costruita a partire dal 1737 al posto di una precedente cappella dedicata a san Francesco, per volere della badessa Giovanna Battista Lanfreschi dell'attiguo convento delle Clarisse. L'enorme impegno economico impedì alle suore di portare a termine la costruzione e, nonostante fosse stata venduta persino l'argenteria del convento per far fronte alle spese, la facciata e gli interni della chiesa non sono rifiniti e le pareti sono completamente bianche. La pianta della chiesa è a croce greca con l'aggiunta di un presbiterio e di un pronao d'ingresso. Su un tamburo circolare con otto finestroni, insiste l'imponente cupola che domina l'intero complesso di edifici. Fino agli anni ottanta del Novecento, sui tre altari pendevano tre pale del XVI secolo di autore ignoto, raffiguranti l'Immacolata, sant'Antonio e san Michele. Dopo il restauro eseguito nel 1980, la chiesa viene utilizzata per mostre temporanee di pittura e scultura.

### Monastero delle Clarisse
Il Monastero delle Clarisse fu fondato nel 1575 da Beatrice Quadra, vedova di Muzio d'Avalos, che si insediò con sette monache provenienti dall'eremo di San Nicola che si trovava sul monte Epomeo. Il breve pontificio porta la data del 1576, mentre è del luglio 1577 la proclamazione della clausura.  Ma in epoche successive il numero crebbe fino ad arrivare a trenta. Le monache provenivano da famiglie nobili che le destinavano in genere alla vita claustrale già dall'infanzia per evitare la frammentazione delle eredità. Il monastero fu chiuso nel 1810 in seguito alla già citata legge di secolarizzazione emanata da Murat. Le sedici religiose trovarono allora rifugio temporaneo nel Palazzo Lanfreschi, sull'isola maggiore. Con la soppressione del 1866, le Clarisse si sciolsero. Un'ala del monastero ospita un albergo, le cui stanze sono le celle di un tempo.

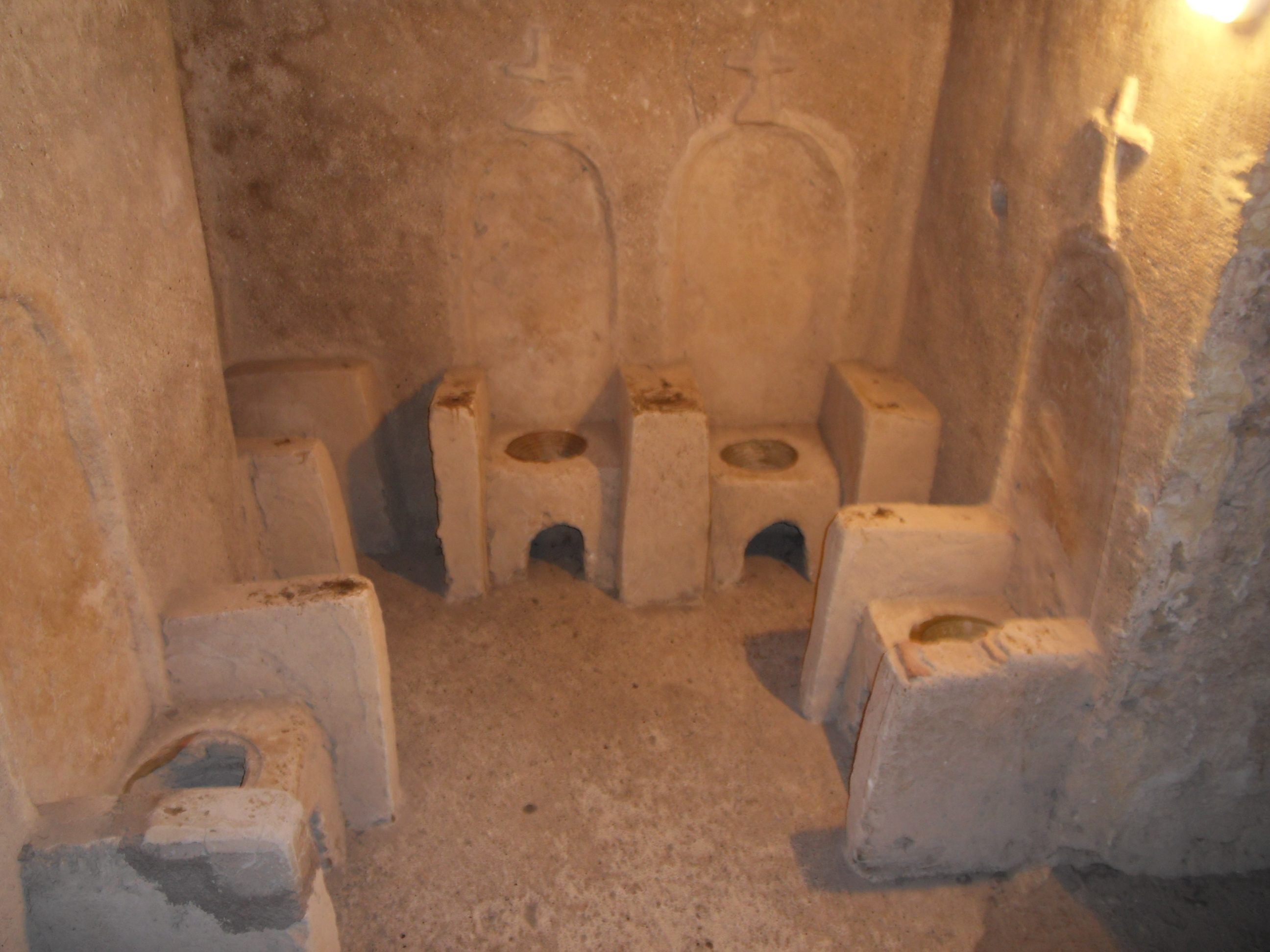
I sedili di pietra all'interno del Cimitero delle Clarisse

L'annesso cimitero sotterraneo (XVI secolo) presenta, a ridosso delle pareti, sedili in pietra su cui venivano adagiati, in posizione seduta e a tronco eretto, i corpi senza vita delle monache affinché mummificassero. La carne si decomponeva lentamente e i liquidi venivano raccolti in appositi vasi situati sotto i sedili, finché gli scheletri non venivano raccolti in un ossario. Ogni giorno le monache vi si recavano in preghiera e meditavano sulla morte e sulla durata effimera della vita terrena.

### Cattedrale dell'Assunta
Questa cattedrale fu eretta dalla popolazione nel 1306 come ex-voto, in sostituzione di quella situata sull'isola maggiore, distrutta dall'eruzione vulcanica del 1301. È una basilica a tre navate, e lo spazio absidale era verosimilmente ricoperto da una cupola a sesto ribassato. Nel 1509 vi furono celebrate le nozze tra Fernando Francesco d'Avalos e Vittoria Colonna. Originariamente di stile romanico, fu ritoccata nel XVI secolo e rifinita successivamente con stucchi barocchi. Nel 1809 fu distrutta dalle cannonate degli inglesi, per cui si presenta come uno spazio semiaperto, senza soffitto, e ospita concerti di musica classica e letture di prosa e di poesia. A seguito di tali bombardamenti, la Cattedrale subì una serie di spoliazioni. L'altare maggiore, dono di mons. Felice Amato, fu trasferito nell'attuale cattedrale, così come il fonte battesimale e un crocefisso ligneo policromo, risalente al XIII secolo. I monumenti sepolcrali furono invece venduti nel 1725 ai marmorari per finanziare la pavimentazione dell'attuale cattedrale.
La cripta, costruita fra l'XI e il XII secolo, era in origine una cappella. Fu trasformata in cripta quando vi fu costruita sopra la cattedrale dell'Assunta. È costituita da un ambiente centrale con volta a crociera e da sette piccole cappelle con volta a botte che si sviluppano lungo il perimetro. Ciascuna cappella rappresentava una delle famiglie gentilizie che abitavano l'isolotto ed è decorata da affreschi databili tra XIII e XVII secolo, spesso frammentari, e per i quali è stato avviato un restauro. Si tratta di un gruppo di santi, tra i quali è possibile riconoscere san Nicola, santa Caterina d'Alessandria e san Benedetto da Norcia. In una seconda cappella è possibile riconoscere san Francesco d'Assisi, sant'Anna e poco discosto un re santo che molti riconoscono in san Luigi di Francia.

### Chiesa di San Pietro a Pantaniello
La chiesa, la cui costruzione attribuita è attribuita all'architetto Jacopo Barozzi da Vignola nel XVI secolo, un importante esponente del Rinascimento italiano, si presenta spoglia e priva di qualsiasi traccia che possa lasciare intuire la conformazione originaria. Dai documenti è emerso che l'edificio costò 500 ducati, ma nulla di più.
Da non dimenticarsi la chiesa di Santa Maria delle Grazie (XVI secolo), il terrazzo panoramico degli ulivi, le carceri politiche (che ospitarono gli eroi del Risorgimento italiano), il Maschio e l'abbazia dei Basiliani di Grecia.

### Carcere borbonico
Fu costruito per volere di Ferdinando I di Borbone. Secondo alcuni, inizialmente il Bagno di pena si trovava all'interno del Maschio, passati alla leggenda come le "Carceri di Sansone" dove erano imprigionati i colpevoli di reati comuni e i nemici catturati nel corso delle guerre. È accertata la presenza tra le sue mura di Carlo Poerio, Michele Pironti, Silvio Spaventa, Nicola Nisco arrestati in seguito ai disordini del 1848. Soppresse nel 1860, le prigioni furono ripristinate nel 1874. Tuttavia, gli ischitani, mal sopportando la presenza del carcere chiesero al Ministro dell'interno la chiusura dell'ergastolo che avvenne nel 1890.

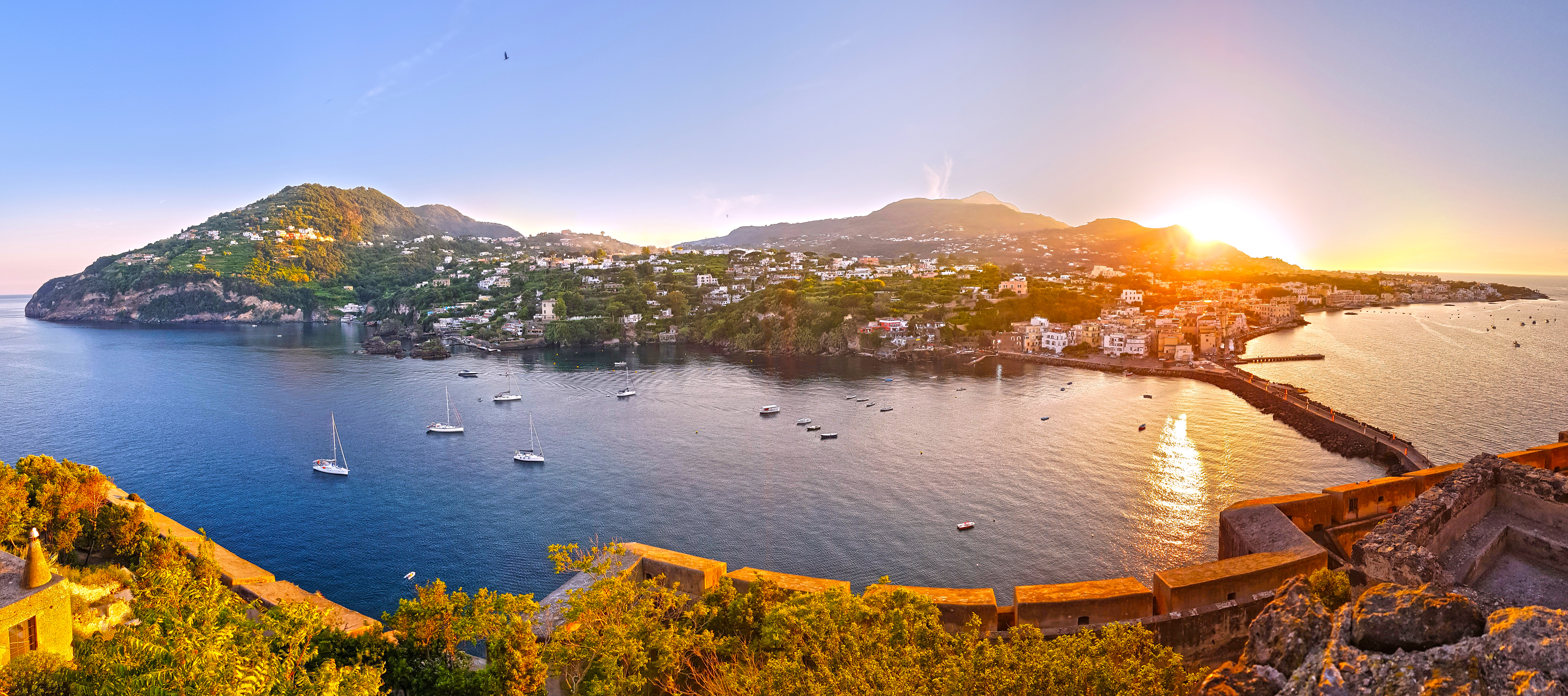
Vista su Ischia da una delle terrazze panoramiche del Castello

## Le manifestazioni
A partire dagli anni settanta il castello è stato palcoscenico di numerose mostre dedicate ad artisti di fama internazionale come Giorgio Morandi, Giacomo Manzù, Filippo de Pisis, Giorgio De Chirico, Pablo Picasso, Salvador Dalí e Aligi Sassu.
Annualmente è anche cornice del Festival di musica arti e spettacolo.